# Décès en juillet 2007
Décès
- 2003
- 2004
- 2005
- 2006
- 2007
- 2008
- 2009
- 2010
- 2011

Pour une information complémentaire, voir la page d'aide.

| Date        | Nom                                               | Activités | Âge | Source |
| ----------- | ------------------------------------------------- | --- | --- | ------ |
| 1er juillet | Gottfried von Bismarck                            | comte et jet-setteur allemand. Arrière-arrière-petit-fils d'Otto von Bismarck et frère de l'homme politique Carl-Eduard von Bismarck                                                                | 44  |        |
| 1er juillet | Jörg Kalt                                         | cinéaste autrichien | 40  |        |
| 1er juillet | Colleen McCrory                                   | militant écologiste canadien | 57  |        |
| 2 juillet   | Philip Glazebrook                                 | écrivain britannique | 70  |        |
| 2 juillet   | Jean Peschard                                     | Graveur, peintre et illustrateur français | 78  |        |
| 2 juillet   | Alain Roussillon                                  | universitaire français. Directeur de recherche au CNRS. Politologue, spécialiste du monde arabe. Directeur du Centre d'études et de documentation économique, juridique et sociale (CEDEJ) du Caire | 55  |        |
| 2 juillet   | Dilip Sardesai                                    | joueur indien de cricket | 66  |        |
| 2 juillet   | Luigi Scarabello                                  | footballeur italien. Champion olympique en 1936 aux Jeux de Berlin. | 91  |        |
| 2 juillet   | Beverly Sills                                     | soprano américaine | 78  |        |
| 2 juillet   | Jimmy Walker                                      | basketteur américain | 63  |        |
| 2 juillet   | Hy Zaret                                          | parolier américain. Auteur de la chanson Unchained Melody. | 99  |        |
| 3 juillet   | Hanggi Boller                                     | joueur suisse de hockey sur glace | 85  |        |
| 3 juillet   | Felix Gerritzen                                   | footballeur allemand | 80  |        |
| 3 juillet   | Lícia Magna                                       | actrice brésilienne | 98  |        |
| 3 juillet   | Claude Pompidou                                   | Première dame de France de 1969 à 1974. Épouse de Georges Pompidou, président de la République de 1969 à 1974                                                                                       | 94  |        |
| 3 juillet   | Boots Randolph                                    | saxophoniste américain | 80  |        |
| 3 juillet   | Henrique Viana                                    | acteur portugais | 71  |        |
| 4 juillet   | Liane Bahler                                      | coureur cycliste allemande | 25  |        |
| 4 juillet   | Paul-Henri Cugnenc                                | député UMP de l'Hérault depuis 2002 | 61  |        |
| 4 juillet   | Johnny Frigo                                      | jazzman américain | 90  |        |
| 4 juillet   | Harold Eugene Martin                              | journaliste américain. Prix Pulitzer 1970 du reportage d'investigation. | 83  |        |
| 4 juillet   | Bill Pinkney (en)                                 | chanteur américain. Membre du groupe The Drifters. | 81  |        |
| 5 juillet   | Régine Crespin                                    | soprano française | 80  |        |
| 5 juillet   | Kerwin Mathews                                    | acteur américain | 81  |        |
| 5 juillet   | George Melly                                      | jazzman britannique | 80  |        |
| 6 juillet   | Marc Lacroix                                      | photographe français | 80  |        |
| 6 juillet   | Marguerite Vogt                                   | scientifique américaine d'origine allemande. Spécialiste de la recherche sur la poliomyélite et le cancer.                                                                                          | 94  |        |
| 6 juillet   | Eileen Wearne                                     | athlète australienne | 95  |        |
| 6 juillet   | Kathleen Woodiwiss                                | écrivaine américaine | 78  |        |
| 7 juillet   | Baya Jurquet                                      | militante féministe, antiraciste et anticolonialiste algéro-française. | 87  |        |
| 7 juillet   | Anne McLaren                                      | biologiste et généticienne britannique. Principale figure dans la biologie développementale. | 80  |        |
| 7 juillet   | Jacques Robin                                     | médecin, résistant, ayant marqué la vie intellectuelle française dans sa recherche d'une approche transversale de la politique et des sciences.                                                     | 89  |        |
| 7 juillet   | John Szarkowski                                   | conservateur du Museum of Modern Art et photographe | 81  |        |
| 8 juillet   | Jindřich Feld                                     | compositeur tchèque | 82  |        |
| 8 juillet   | Chandra Shekhar                                   | premier ministre de l'Inde de 1990 à 1991 | 80  |        |
| 8 juillet   | Alemão                                            | footballeur brésilien | 23  |        |
| 9 juillet   | John Baker                                        | général australien. Chef des Forces australiennes de défense de 1995 à 1999. | 71  |        |
| 9 juillet   | André Chouraqui                                   | écrivain franco-israélien | 89  |        |
| 9 juillet   | John Fogarty                                      | Joueur australien de rugby à XV. | 80  |        |
| 9 juillet   | Seán Keegan                                       | homme politique irlandais | 77  |        |
| 9 juillet   | Charles Lane                                      | acteur américain | 102 |        |
| 9 juillet   | John P. Wilson                                    | homme politique irlandais. Ministre de la Défense de 1992 à 1993. | 84  |        |
| 10 juillet  | Abdul Rashid Ghazi                                | imam pakistanais | 43  |        |
| 10 juillet  | Raymond Reynaud                                   | peintre, sculpteur et plasticien français | 86  |        |
| 10 juillet  | Zheng Xiaoyu                                      | homme politique chinois. Ancien ministre, directeur de l'Agence de Réglementation des produits alimentaires et des médicaments.                                                                     | 62  |        |
| 11 juillet  | Glenda Adams                                      | écrivain australienne | 68  |        |
| 11 juillet  | Ove Grahn                                         | footballeur suédois | 64  |        |
| 11 juillet  | Lady Bird Johnson                                 | première dame des États-Unis de 1963 à 1969 | 94  |        |
| 11 juillet  | Alfonso López Michelsen                           | président de la Colombie de 1974 à 1978 | 94  |        |
| 11 juillet  | Ed Mirvish                                        | homme d'affaires canadien. Pionnier du commerce discount. | 92  |        |
| 11 juillet  | Babacar Niang                                     | avocat et homme politique sénégalais. Leader de l’ex-Parti pour la libération du peuple (PLP), candidat à l'élection présidentielle de 1993.                                                        | 77  |        |
| 11 juillet  | Taufik Savalas                                    | acteur et animateur de télévision indonésien | 41  |        |
| 11 juillet  | Jimmy Skinner                                     | entraîneur canadien de hockey sur glace | 90  |        |
| 12 juillet  | Blaga Aleksova                                    | archéologue macédonienne | 85  |        |
| 12 juillet  | José Iglesias Joseito                             | footballeur espagnol | 80  |        |
| 13 juillet  | Otto von der Gablentz                             | diplomate allemand | 76  |        |
| 13 juillet  | Zdeněk Lukáš                                      | compositeur tchèque | 78  | (cs)   |
| 14 juillet  | John Ferguson                                     | joueur et entraîneur canadien de hockey sur glace | 68  |        |
| 15 juillet  | Schelto Patijn                                    | homme politique néerlandais. Maire d'Amsterdam de 1994 à 2001. | 70  |        |
| 16 juillet  | Enrico Accatino                                   | peintre, sculpteur et théoricien de l’art italien | 86  |        |
| 16 juillet  | Mikhail Kononov                                   | acteur russe | 67  |        |
| 16 juillet  | Dmitri Prigov                                     | poète russe. L'un des plus influents de l'ère post-soviétique. | 65  |        |
| 17 juillet  | Cheng Shifa                                       | peintre et calligraphe chinois | 86  |        |
| 17 juillet  | Teresa Stich-Randall                              | cantatrice (soprano) américaine | 79  |        |
| 18 juillet  | Jerry Hadley                                      | ténor américain | 55  |        |
| 18 juillet  | Gary Lupul                                        | joueur canadien de hockey sur glace | 48  |        |
| 18 juillet  | Orlando McFarlane                                 | joueur cubain de baseball, ayant évolué en ligue majeure de baseball | 69  |        |
| 19 juillet  | Roberto Fontanarrosa                              | écrivain et auteur de bandes dessinées argentin | 62  |        |
| 19 juillet  | Jiří Zahajský                                     | acteur tchèque | 68  |        |
| 20 juillet  | Ollie Bridewell                                   | pilote de vitesse moto britannique | 21  |        |
| 20 juillet  | Antônio Carlos Peixoto de Magalhães               | homme politique brésilien. Sénateur et plusieurs fois gouverneur de l'État de Bahia. | 79  |        |
| 20 juillet  | Kai Siegbahn                                      | physicien suédois (Université d'Uppsala) | 89  |        |
| 21 juillet  | Gilbert Bozon                                     | nageur français | 72  |        |
| 21 juillet  | Anne-Marie Debré                                  | épouse du président du Conseil constitutionnel Jean-Louis Debré | 62  |        |
| 21 juillet  | Jesús de Polanco                                  | homme d'affaires espagnol, éditeur de presse, notamment du quotidien El País . | 77  |        |
| 22 juillet  | Tom Davis                                         | premier ministre des îles Cook de 1978 à 1987. | 90  |        |
| 22 juillet  | László Kovács                                     | chef-opérateur américain d'origine hongroise. A travaillé sur le film-culte Easy Rider de Dennis Hopper.                                                                                            | 74  |        |
| 22 juillet  | Ulrich Mühe                                       | acteur allemand | 54  |        |
| 22 juillet  | Jean Stablinski                                   | coureur cycliste français. Champion du monde sur route (1962). | 75  |        |
| 23 juillet  | Gabriel Kuhn                                      | étudiant. | 12  |        |
| 23 juillet  | Mohammed Zaher Chah                               | roi d’Afghanistan de 1933 à 1973. | 92  |        |
| 23 juillet  | Marianne Clouzot                                  | illustratrice et peintre française. | 98  |        |
| 23 juillet  | Ernst Otto Fischer                                | chimiste allemand. Prix Nobel de chimie en 1973. | 88  |        |
| 23 juillet  | Henri Glaeser                                     | réalisateur français | 78  |        |
| 23 juillet  | André Milongo                                     | premier ministre du Congo-Brazzaville de 1991 à 1992. | 71  |        |
| 23 juillet  | Gyani Nand                                        | ministre de l'agriculture fidjien depuis 2006. | 64  |        |
| 23 juillet  | Giovanni Nuvoli                                   | Arbitre de football italien. | 53  | (it)   |
| 23 juillet  | George Tabori                                     | réalisateur hongrois | 93  |        |
| 24 juillet  | Charles Whiting                                   | écrivain et historien militaire britannique | 80  |        |
| 25 juillet  | Bernd Jakubowski                                  | footballeur allemand | 54  | (en)   |
| 25 juillet  | Lidia Smirnova                                    | actrice russe | 92  |        |
| 26 juillet  | Claude Collard                                    | judoka et dirigeant sportif français. Fondateur du Comité national olympique et sportif français (CNOSF).                                                                                           | 82  |        |
| 26 juillet  | Lars Forssell                                     | écrivain suédois. Membre de l'Académie suédoise. | 79  |        |
| 26 juillet  | Senetta Yoseftal                                  | femme politique israélienne. | 94  | (en)   |
| 26 juillet  | John Normington                                   | acteur britannique | 70  |        |
| 27 juillet  | Gabriel Cisneros                                  | homme politique espagnol. Coauteur de la Constitution de 1978. | 66  |        |
| 27 juillet  | Roland Gaucher                                    | homme politique, journaliste et écrivain français. Cofondateur du Front national. | 88  |        |
| 27 juillet  | James Oyebola                                     | boxeur britannique poids moyen | 46  |        |
| 28 juillet  | Lisa Bresner                                      | sinologue et romancière française | 35  |        |
| 28 juillet  | Isidore Isou                                      | poète français d'origine roumaine | 82  |        |
| 28 juillet  | Nguyễn Phúc Bảo Long                              | prince vietnamien | 71  |        |
| 28 juillet  | Leopold Maderthaner                               | homme politique autrichien. Membre du Parti populaire autrichien (ÖVP, Österreichische Volkspartei)                                                                                                 | 71  |        |
| 28 juillet  | Sal Mosca                                         | pianiste de jazz américain | 80  |        |
| 28 juillet  | Jonathan Beaupré Guilbaut (Joe B.G., Mista Snake) | rappeur Québécois | 26  |        |
| 29 juillet  | James David                                       | joueur américain de foot U.S.. Triple vainqueur du Super Bowl avec les Lions de Détroit (1952, 1953, 1957).                                                                                         | 79  |        |
| 29 juillet  | Art Davis                                         | bassiste américain de jazz | 73  |        |
| 29 juillet  | Mike Reid                                         | acteur britannique | 67  |        |
| 29 juillet  | Michel Serrault                                   | acteur français | 79  |        |
| 30 juillet  | Michelangelo Antonioni                            | cinéaste italien | 94  |        |
| 30 juillet  | Ingmar Bergman                                    | réalisateur, scénariste et metteur en scène suédois | 89  |        |
| 30 juillet  | Théoctiste                                        | patriarche de l’Église orthodoxe roumaine depuis 1986 | 92  |        |
| 30 juillet  | Ali Meshkini                                      | ayatollah iranien. L'un des fondateurs de la République islamique d'Iran. | 85  |        |
| 30 juillet  | Makoto Oda                                        | écrivain et militant pacifiste japonais | 75  |        |
| 30 juillet  | Bill Walsh                                        | entraîneur de football américain. Triple vainqueur du Super Bowl avec les 49ers de San Francisco (1981, 1984, 1988).                                                                                | 75  |        |
| 31 juillet  | Aspro Bernard                                     | musicien ivoirien | 78  |        |
| 31 juillet  | Giuseppe Baldo                                    | footballeur italien | 93  |        |
| 31 juillet  | Norman Cohn                                       | historien britannique | 92  |        |